# Myrmarachne myrmicaeformis
Myrmarachne myrmicaeformis är en spindelart som först beskrevs av Lucas 1869 [1871.  Myrmarachne myrmicaeformis ingår i släktet Myrmarachne och familjen hoppspindlar. Inga underarter finns listade i Catalogue of Life.